# Герденяса
Герденяса (рум. Gărdăneasa) — село у повіті Мехедінць в Румунії. Входить до складу комуни Поноареле.
Село розташоване на відстані 268 км на захід від Бухареста, 38 км на північ від Дробета-Турну-Северина, 107 км на північний захід від Крайови.

## Населення
За даними перепису населення 2002 року у селі проживали 355 осіб, усі — румуни. Усі жителі села рідною мовою назвали румунську.